# Dirección General de la Ciudadanía Española en el Exterior y Políticas de Retorno
La Dirección General de la Ciudadanía Española en el Exterior y Políticas de Retorno de España es el órgano directivo del Ministerio de Inclusión, Seguridad Social y Migraciones, adscrito a la Secretaría de Estado de Migraciones, que se encarga, entre otras funciones, de la gestión de las medidas y programas destinados a la emigración española en el exterior y retornada.
Este órgano tiene la consideración de Oficina Española del Retorno previsto en la Ley 40/2006, de 14 de diciembre, del Estatuto de la ciudadanía española en el exterior.

## Historia

### Orígenes
Este órgano directivo nace durante la dictadura de Primo de Rivera, que establece en el Ministerio de Trabajo una «Dirección General de Emigración» para asistir a los españoles que viajen a trabajar en el exterior o a instalarse a residir allí, así como para asistir a los españoles que retornaran a territorio nacional. Tres años después estas competencias perdieron autonomía, integrándose en la Dirección General de Acción Social Agraria, que se renombró como Dirección General de Acción Social y Emigración.
Tras este pequeño lapso temporal que duró dos años, en 1929 se restableció como «Inspección General de Emigración», que a finales de 1931 se transfirió al Ministerio de Estado. Estuvo en este departamento hasta octubre de 1935, cuando se suprimió y se integraron sus funciones en el Ministerio de Trabajo, Justicia y Sanidad, formando una subdirección general de la Subsecretaría de Trabajo y Acción Social.
Tras la guerra civil, el primer Gobierno de la dictadura de Francisco Franco restableció brevemente el órgano como un Servicio Nacional del Ministerio de Organización y Acción Sindical, aunque por Ley de 8 de agosto de 1939 y su decreto de desarrollo fechado el 18 de ese mes, estas funciones pasaron a integrarse en la Dirección General de Trabajo.

### El Instituto Español de Emigración
Durante los años siguientes estas políticas serían compartidas por los ministerios de Asuntos Exteriores, de Trabajo y de Gobernación, hasta que en 1956 se crea, adscrito a la Subsecretaría de la Presidencia, el organismo autónomo Instituto Español de Emigración, que unificó y gestionó las competencias en materia de política emigratoria. A partir de 1985, el Instituto perdió su autonomía y se transformó en una dirección general del Ministerio de Trabajo, hasta que desapareció en 1991 al crearse la Dirección General de Migraciones, que agrupó en su seno tanto la política emigratoria como la inmigratoria.

### De nuevo, autonomía
Las políticas emigratorias no recuperarían autonomía hasta el año 2004. Siendo presidente del Gobierno José Luis Rodríguez Zapatero, por Real Decreto de 19 de abril de 2004 se restableció la «Dirección General de Emigración», a la que se le encomendó llevar a cabo la «programación, impulso y gestión de las actuaciones de asistencia, apoyo y promoción educativa, cultural y laboral de los españoles emigrantes en el extranjero». A partir de 2008, pasó a denominarse «Dirección General de la Ciudadanía Española en el Exterior». Desapareció a finales de 2011, volviendo sus competencias a la restablecida Dirección General de Migraciones.
Una década después, por Real Decreto de 5 de diciembre de 2023, se recuperó el órgano directivo, ahora llamado «Dirección General de la Ciudadanía Española en el Exterior y Políticas de Retorno», siendo una escisión de la Dirección General de Migraciones, que a partir de entonces se dedicó en exclusiva a política migratoria general e inmigración. Este órgano directivo, por su parte, asumió todo lo relativo a la emigración española en el extranjero y políticas activas de retorno.

## Estructura y funciones
De la Dirección General depende, con nivel orgánico de subdirección general:
- La Subdirección General de la Ciudadanía Española en el Exterior y Políticas de Retorno, a la que le corresponde velar por la protección de los derechos individuales y sociales de los españoles residentes en el exterior, así como de los retornados a España, y el diseño, implementación y desarrollo de medidas y programas destinados a favorecer el retorno de los españoles. Asimismo, también tiene competencias de análisis, estudio y estadística sobre estas materias y ejerce la secretaría del Consejo General de la Ciudadanía Española en el Exterior (CGCẼE).
  - De esta Subdirección General depende la División de Emigrantes Retornados, con funciones relacionadas con la promoción y desarrollo de políticas de retorno.

## Titulares
- Manuel Andújar y Solana (1924-1927)[13]
- Francisco Galiay (1929-1931)[14]
- Francisco Cano Wais (1931)[15]
- Salvador Díaz-Berrio (1931-?)[16]
- Emilio Zapico y Zarraluqui (1933-1934)
- Rafael Casares y Gil (1934-1936)
- Alejandro Llamas de la Rada (1938-1939)
- Jesús Ramón Copa Novo (2004-2005)[17]
- Agustín Torres Herrero (2005-2009)[18]
- María del Pilar Pin Vega (2009-2011)[19]
- María Elena Bernardo Llorente (2023-presente)[20]